# Bread and Roses (album)
Bread and Roses è un album in studio della cantante statunitense Judy Collins, pubblicato nel 1976.

## Tracce
1. Bread and Roses (Mimi Fariña, James Oppenheim) – 3:05
2. Everything Must Change (Benard Ighner) – 4:25
3. Special Delivery (Billy Mernit) – 3:55
4. Out of Control (Judy Collins) – 3:00
5. Plegaria a un Labrador (Prayer to a Laborer) (Víctor Jara) – 4:04
6. Come Down in Time (Elton John, Bernie Taupin) – 3:23
7. Spanish Is the Loving Tongue (Charles Badger Clark, Billy Simon) – 4:32
8. I Didn't Know About You (Duke Ellington, Bob Russell) – 3:29
9. Take This Longing (Leonard Cohen) – 5:25
10. Love Hurts (Andrew Gold) – 3:17
11. Marjorie (Judy Collins) – 0:43
12. King David (Walter De La Mare, Herbert Howells) – 4:27